# Juego del 15
El juego del 15 o taken es un juego de deslizamiento de piezas que presentan un determinado orden inicial dentro de una cajita cuadrada. Tiene su origen en Estados Unidos, en el siglo XIX.

## Juego
El taken es una cajita formada por 16 casillas de las cuales sólo quince están ocupadas. Todas las fichas están colocadas en orden numérico, excepto la 14 y la 15, que tienen sus posiciones intercambiadas. El juego consiste en maniobrar todas las fichas para corregir el error que hay en la fila inferior de la cajita, de manera que todas las fichas queden en orden consecutivo

## Historia
El juego ha sido durante mucho tiempo atribuido a Samuel Loyd en Estados Unidos a fines de la década de 1870. Sin embargo, hay fuentes que dicen que su verdadero autor fue Noyes Palmer Chapman.

### La fiebre del taken
Entre 1880 y 1882, el juego del 15 se convirtió en una verdadera plaga social que se extendió por Estados Unidos y Europa. Sin embargo en 1882, se descubrió que de todos los problemas propuestos en el juego, sólo la mitad tenían solución. En los periódicos se publicaron anuncios de recompensas a quien resolviera por lo menos uno de los problemas insolucionables y diversos diarios neoyorquinos ofrecieron 1000 dólares al que lo resolviera.
Nadie ganó el premio. El juego acabó por desilusionar a la población y con ello terminó la fiebre del taken.